# Liste der Naturschutzgebiete in der Stadt Bayreuth
′In der Stadt Bayreuth gibt es ein Naturschutzgebiet.
| Name                            | Bild | Kennung                   | Kreis                        | Einzelheiten | Position | Fläche Hektar | Datum |
| ------------------------------- | ---- | ------------------------- | ---------------------------- | --- | -------- | ------------- | ----- |
| Muschelkalkgebiet am Oschenberg |      | NSG-00739.01 WDPA: 378336 | Bayreuth, Landkreis Bayreuth | Bayreuth Ökologisch sehr wertvoller Biotopkomplex mit Flachland-Mähwiesen und Halbtrockenrasen sowie vielfältigen Hecken, Feldgehölzen und Laubmischwäldern. Bayreuth: 246,2 ha Landkreis Bayreuth: 78,34 ha | ⊙        | 324,54        | 2006  |
| Legende für Naturschutzgebiet   |      |                           |                              | |          |               |       |